# 法里德普尔
法里德普尔（Faridpur），是印度北方邦Bareilly县的一个城镇。总人口6753（2001年）。

## 人口
该地2001年总人口6753人，其中男性3508人，女性3245人；0—6岁人口1323人，其中男658人，女665人；识字率26.08%，其中男性为36.94%，女性为14.33%。